# Genís d'Arle
Genís d'Arle (Arle - ? 303-308) va ser un notari, màrtir cristià sota el mandat de Maximià el 303 o el 308. Venerat com a sant per diverses confessions cristianes, la seva festivitat se celebra el 25 d'agost. Se l'honra com el sant patró de notaris i secretaris, la seva professió, i s'invoca en contra de penellons i la caspa.
La tradició el fa diferent a sant Genís de Roma, sant patró d'actors i comediants, tot i que sembla que, històricament, deu tractar-se de la mateixa persona.

## Fets
A les actes dels màrtirs (Acta Santorum, aug., V, 123, i Thierry Ruinart, 559), atribuïdes a sant Paulí de Nola, diu: 
| « | Genís, nadiu d'Arle, inicialment un soldat va ser conegut per les seves qualitats en els escrits, i se'l feu secretari del magistrat d'Arle. Mentre realitzava les obligacions de la seva oficina, un decret de persecució contra els cristians va ser llegit en la seva presència. Indignat per la seva idea de la justícia, el jove catecumen llençà les seves tauletes als peus del magistrat i fugí. Se'l capturà i executà, i així rebé el baptisme per la seva pròpia sang. | » |

Genís va morir decapitat, com a màrtir, pels volts de l'any 303. Se l'esmenta en algunes fonts com que va ser martiritzat sota les persecucions de Maximià i Dioclecià. La seva veneració és força antiga, i el seu nom es troba al Martyrologium Hieronymianum. Al segle iv ja tenia dedicada una església i un altar a la seva ciutat natal, Arle.
El culte de Genís es va estendre de pressa d'Arle a la resta de l'imperi, incloent-hi Roma, on es construí una església a la seva advocació. La creença que era un màrtir romà va crear alguna confusió amb sant Genís de Roma.

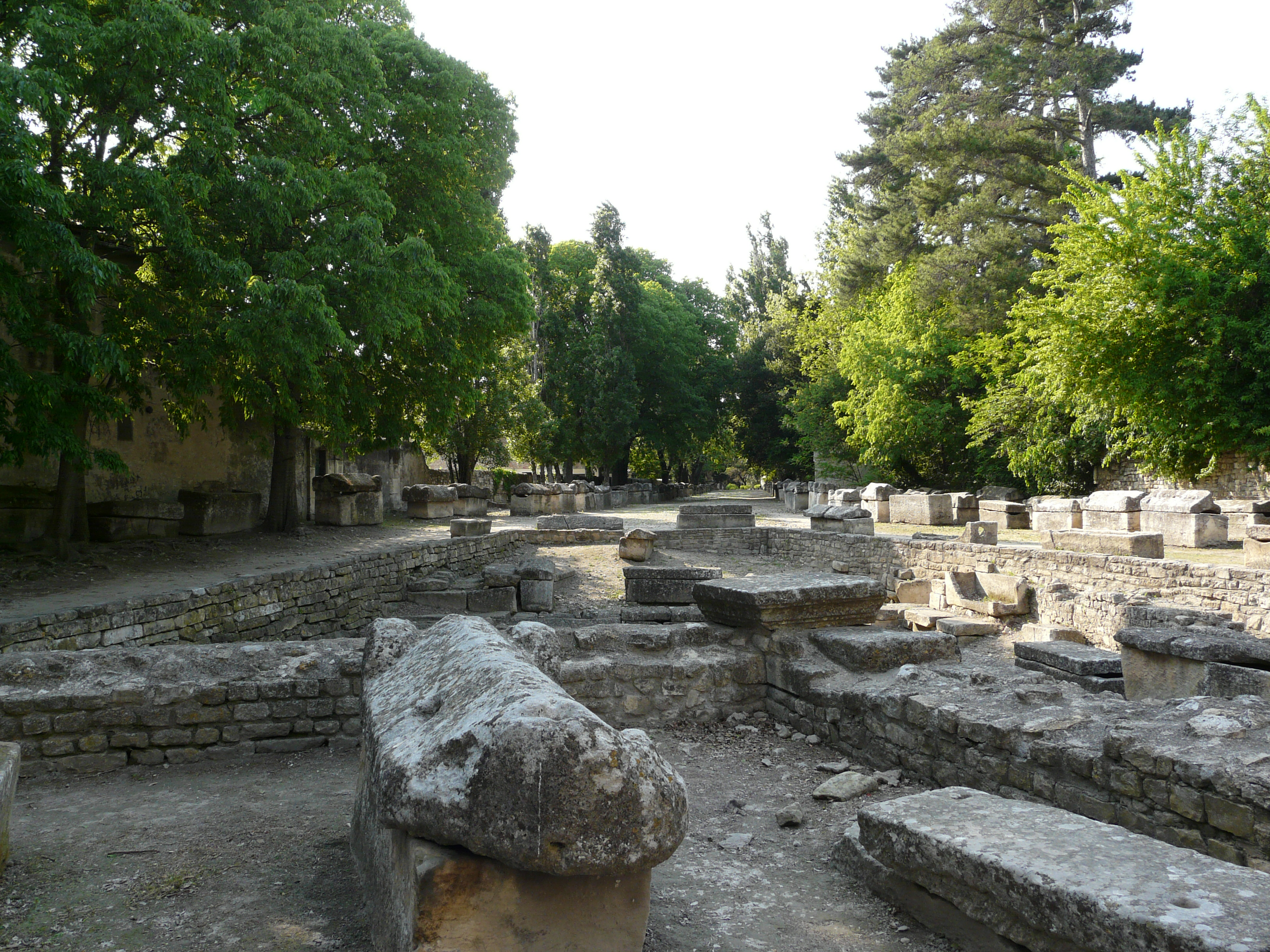
Necròpolis d'Alyscamps, a Arle, on va ser enterrat el sant
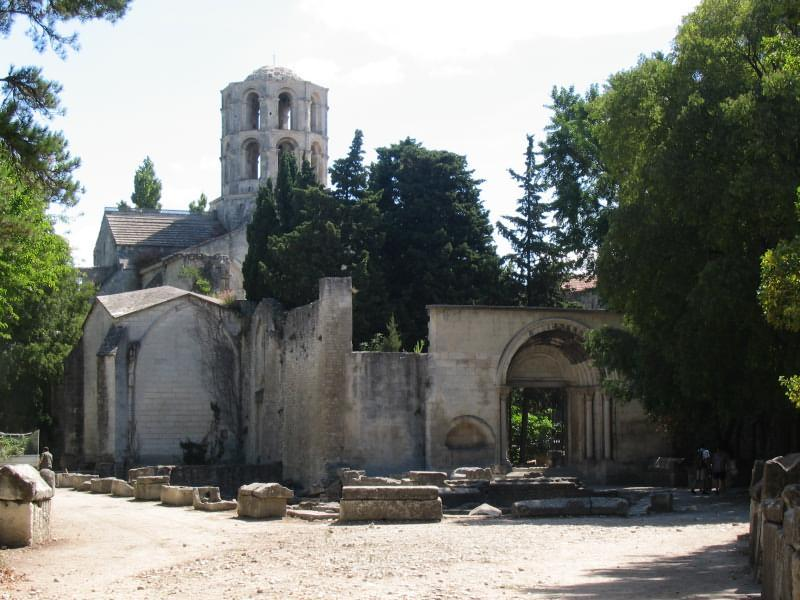
Alyscamps i església de Sant Honorat, a Arle
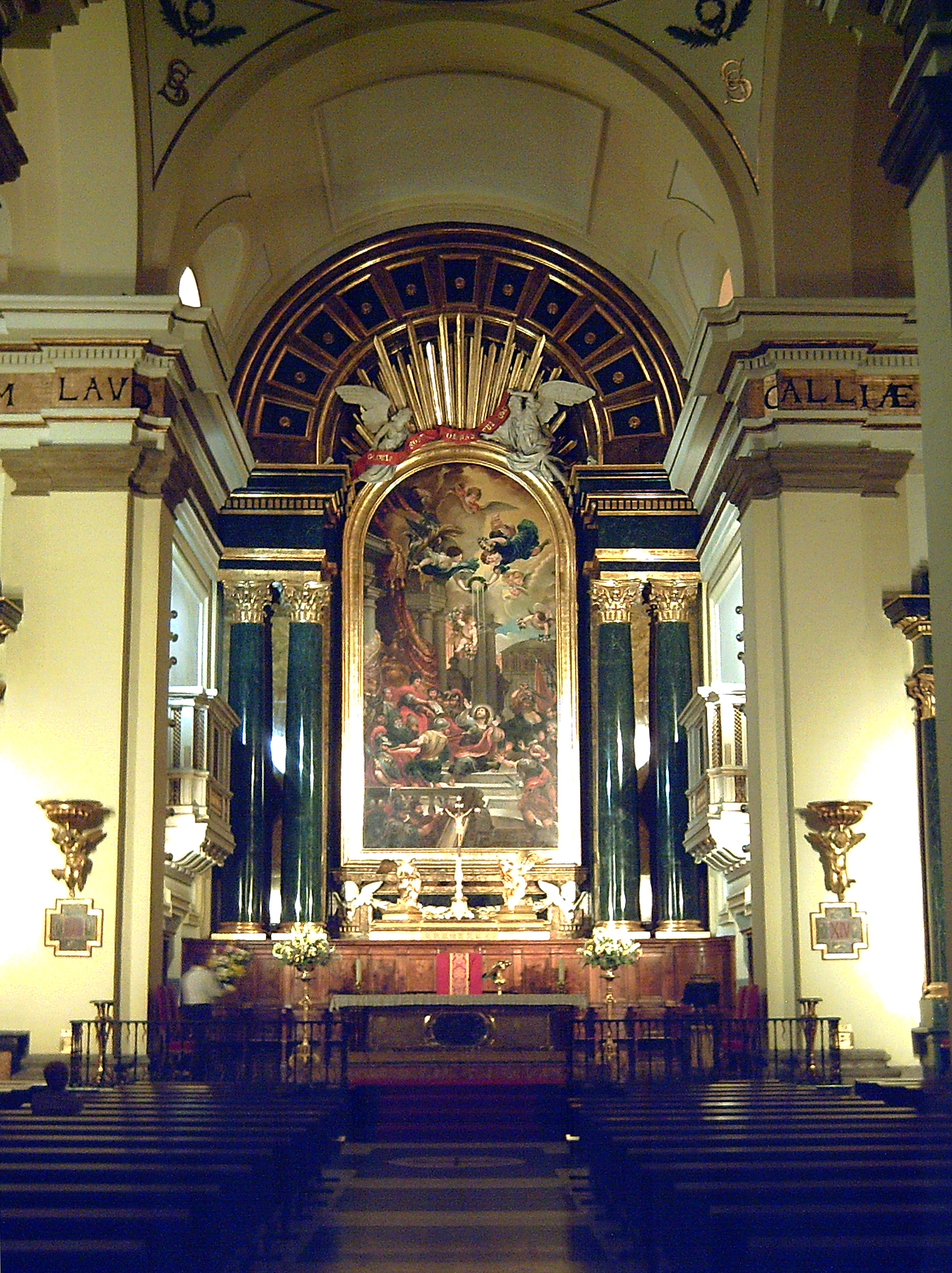
Altar de l'església de San Ginés (Madrid), amb l'altar que mostra el martiri del sant

## Genís d'Arle i Genís de Roma
Sembla que la popularitat del sant va fer que, durant l'expansió del seu culte, es desdoblés i donés origen a figures hagiogràfiques diferenciades, considerades com a sants diferents i amb diferent culte, però que en realitat corresponen a una mateixa i única persona. Segons Serafino Prete, la difusió del culte a Genís fora de la Gàl·lia va originar-ne diferents advocacions, com les dels sants Genís d'Alvèrnia, Genís de Besiers, Genís de Roma, Genís de Còrdova i Genís de la Jaraboja (o Genesius Sciarensis), que no són sinó variants o advocacions d'una mateixa figura històrica.
La figura original va ser la d'Arle, que hauria mort màrtir al començament del segle iv. El seu culte es propagà ràpidament i, en arribar a Roma, s'hi aixecà una església en el seu honor. En poc temps, s'hi va assumir que estava dedicada a un sant màrtir de la mateixa ciutat de Roma, originant-se el sant Genís de Roma com a figura diferent. La confusió es feu més gran en crear-se una nova llegenda, fictícia, que expliqués aquesta diferenciació. Aquesta llegenda no apareix abans del segle vi i fa sant Genís de Roma actor.
- Article principal: Genís de Roma

La festivitat de Sant Genís (de tots ells, tant el d'Arle com el de Roma, la qual cosa és una prova de la personalitat única del sant) és el 25 d'agost, tot i que a la basílica d'Arle es festeja el 16 de desembre.

## Llegenda de Sant Genís de la Jara
- Article principal: Genís de la Jara

Una altra derivació del culte va ser la creació, a l'Espanya medieval, d'un llegendari Sant Genís de la Jara. Aquest Genís també té la festivitat el 25 d'agost. Una llegenda tardana (del segle xiii) explica que quan Genís d'Arle va ser soterrat, el seu cap va caure al Roine i va baixar al mar, d'on va ser transportat miraculosament "en mans d'àngels" fins a Cartagena. A partir d'aquesta tradició, que voldria justificar l'existència del culte al sant occità a Cartagena, es va elaborar una llegenda totalment diferent sobre una persona nascuda a Cartagena, eremita i màrtir.